# Alcalá (Pangasinán)
Alcalá es un municipio filipino de la provincia de Pangasinán. Según el censo de 2000, tiene 35 734 habitantes en 7181 casas.[cita requerida]
Recientemente, Alcalá batió el récord por tener la parrilla más larga del mundo, con una longitud de cerca de 3 km.

## Barangayes
Alcalá se divide políticamente a 21 barangayes.
| - Anulid - Atainan - Bersamin - Canarvacanan - Caranglaan - Curareng - Gualsic - Kasikis - Laoac - Macayo - Pindangan Centro | - Pindangan East - Pindangan West - Población East - Población West - San Juan - San Nicolás - San Pedro Apartado - San Pedro IlI - San Vicente - Vacante |

## Patrimonio
Iglesia parroquial católica bajo la advocación de la Santa Cruz data del año 1881. Hoy se encuentra bajo la jurisdicción de la diócesis de Urdaneta en la Arquidiócesis  de Lingayén-Dagupán.